# Kirchenkreis Harzer Land
Der Kirchenkreis Harzer Land ist ein Kirchenkreis in Südniedersachsen. Er liegt am südöstlichen Rand der Evangelisch-lutherischen Landeskirche Hannovers und gehört dort zum Sprengel Hildesheim-Göttingen. Im Kirchenkreis Harzer Land gibt es 56 Kirchen und Kapellen, 45 Gemeinderäume und 15 Pfarrhäuser.
Der Sitz der Superintendentur ist in Osterode am Harz. Superintendentin ist Ulrike Schimmelpfeng.

## Geschichte
Der Kirchenkreis Harzer Land wurde zum 1. Januar 2013 aus den Kirchenkreisen Osterode (einschließlich Altes Amt Westerhof), Clausthal und Herzberg gebildet. Er erstreckt sich von Hahnenklee (Stadt Goslar) im Norden bis Nesselröden (Stadt Duderstadt) im Süden, von Bad Sachsa im Osten bis Sebexen (Gemeinde Kalefeld) im Westen und umfasst Teile der Landkreise Göttingen, Goslar und Northeim.

## Gemeinden
Zu diesem Kirchenkreis gehören 54 Kirchen- und Kapellen-Gemeinden. Zu einer Gemeinde gehören also teils mehrere Kirchen. Die Zahl der Gemeindeglieder beträgt knapp 49.000.

### Region Altes Land
- Düderode-Oldenrode: Sankt Petri (Düderode) und Sankt Albani (Oldenrode)
- Echte: St. Nikolai
- Eboldshausen: St. Jakobus
- Kalefeld / Dögerode: Liebfrauenkirche/Sankt Georgskapelle
- Sebexen: St. Martin
- Willershausen/Westerhof: St. Alexander, Kapelle Sankt Ullrich
- Wiershausen: Sankt Petri

### Bäderregion
- Bad Lauterberg: Sankt Andreas, St. Paulus
- Bad Sachsa: St. Nikolai
- Barbis: St. Petri
- Bartolfelde: St. Bartholdi
- Osterhagen: St. Martin
- Steina: Katharienen Kirche

### Region Oberharz
- Altenau-Schulenberg: St. Nikolai (Altenau), Sankt Petrus (Schulenberg)
- Bad Grund: Sankt Antonius
- Buntenbock: Kapelle
- Clausthal: Marktkirche zum Heiligen Geist
- Hahnenklee: Gustaf-Adolf-Kirche
- Lautenthal: Paul-Gerhardt-Kirche
- Sankt Andreasberg: Sankt Martini
- Wildemann: Maria-Magdalenen-Kirche
- Zellerfeld: St.-Salvatoris-Kirche

### Region Eichsfeld
- Bilshausen: Pauluskirche
- Duderstadt: St. Servatius
- Gieboldehausen: Gustav-Adolf-Kirche
- Hilkerode: Heilig-Geist-Kirche
- Lindau: Kreuzkirche
- Wollershausen: St. Marien

### Region Herzberg-Hattorf
- Elbingerode: St. Petri
- Hattorf: St. Pankratius
- Lonau/Sieber: St. Benedictus
- Herzberg: St. Nicolai und Christus-Kirche
- Hörden: St. Nicolai
- Pöhlde: Johannes-Servatius-Kirche
- Scharzfeld: St. Thomas

### Region Osterode Stadt
- Sankt Aegidien
- Sankt Jacobi
- Zum Guten Hirten
- Kreuzkirchengemeinde
- Lasfelde: St. Simon und Judas
- Lerbach: Dorfkirche
- Sankt Marien
- Riefensbeek-Kamschlacken: Christus Kapelle
- Uehrde: Dorfkapelle

### Region Osterode Land
- Dorste: St.-Cyriaci-Kirche
- Eisdorf-Willensen: St. Georg
- Nienstedt/Förste: St. Martin
- Schwiegershausen: Michaeliskirche
- Wulften am Harz: St. Aegidien

## Verwaltung
Die Verwaltung umfasst unter anderem die Verwaltung von Gebäuden, Grundstücken, Friedhöfen, Personal, Finanzen und Kindergärten. Die Verwaltung erfolgt im Kirchenamt mit Sitz in Northeim, in Osterode am Harz besteht ein Frontoffice.

## Superintendenten
| von  | bis  | Name                 |
| ---- | ---- | -------------------- |
| 2013 | 2020 | Volkmar Keil         |
| 2021 |      | Ulrike Schimmelpfeng |